# Symfonie nr. 4 (Langgaard)
Rued Langgaard componeerde zijn Symfonie nr. 4 "Het vallen der bladeren" in 1916. Over het algemeen genomen denkt men dat Langgaard deze symfonie schreef tussen 12 maart en 25 juli 1916, maar er zijn ook aanwijzingen dat hij er maar vijf dagen in die periode over deed. Hij leidde zelf de eerste uitvoering op 7 december 1917 in Kopenhagen met het Symfonieorkest van Kopenhagen, De plaats van handeling, het Odd Fellow Palæet raakte in 1992 nog zwaar beschadigd door een brand. De eerste uitvoering van zijn derde symfonie moest toen nog plaatsvinden. In 1920 kortte de componist het werk in met circa 380 maten, zijnde 1/3 van het oorspronkelijke werk.

## Muziek
Langgaard ontwikkelde zichzelf verder in zijn muziek gedurende de jaren die parallel lopen met de Eerste Wereldoorlog. Hij legde zich meer toe op de natuur en kwamen met romantische muziek met verwijzingen naar die natuur. Zo verwijst deze symfonie naar de herfst een periode van stemmingswisselingen, die uitmondt in de winter. Echter de muziek van Langgaard heeft vaak ook een religieuze betekenis en men gaat er dan ook van uit dat deze symfonie betrekking heeft op de periode voor "Het einde der tijden". Het is dan immers volop oorlog met alle verschrikkingen van dien.
De symfonie bestaat slechts uit één deel, hetgeen voor Langgaard geen uitzondering was. De symfonie kent echter wel een aantal secties, die weliswaar achter elkaar doorgespeeld worden, maar duidelijk herkenbaar zijn:
1. Bladergeruis in het bos
2. Zonnestraal
3. donder
4. Herfstachtig (met hobosolo)
5. Vermoeidheid
6. Wanhoop
7. Zondagochtend (klokken)
8. Finale

De muziek bestaat uit echte Sturm und Drang-muziek, die gewoon was binnen de romantische muziek. De muziek is over het algemeen melancholiek, maar lost naar het eind toe op naar een optimistischer klank. Dat wordt ingezet bij de kerkklokachtige geluiden van het onderdeel Zondagochtend. Fagot en hobo zetten de wiegende muziek in, waarna die beweging zich door het gehele orkest voortzet.

## Orkestratie
Ook de orkestratie is (deels) romantisch te noemen:
- 2 dwarsfluiten, 2 hobo's, 2 klarinetten, 2 fagotten
- 4 hoorns, 3 trompetten
- 1 stel pauken; harp en/of piano
- violen, altviolen, celli, contrabassen

## Uitvoeringen

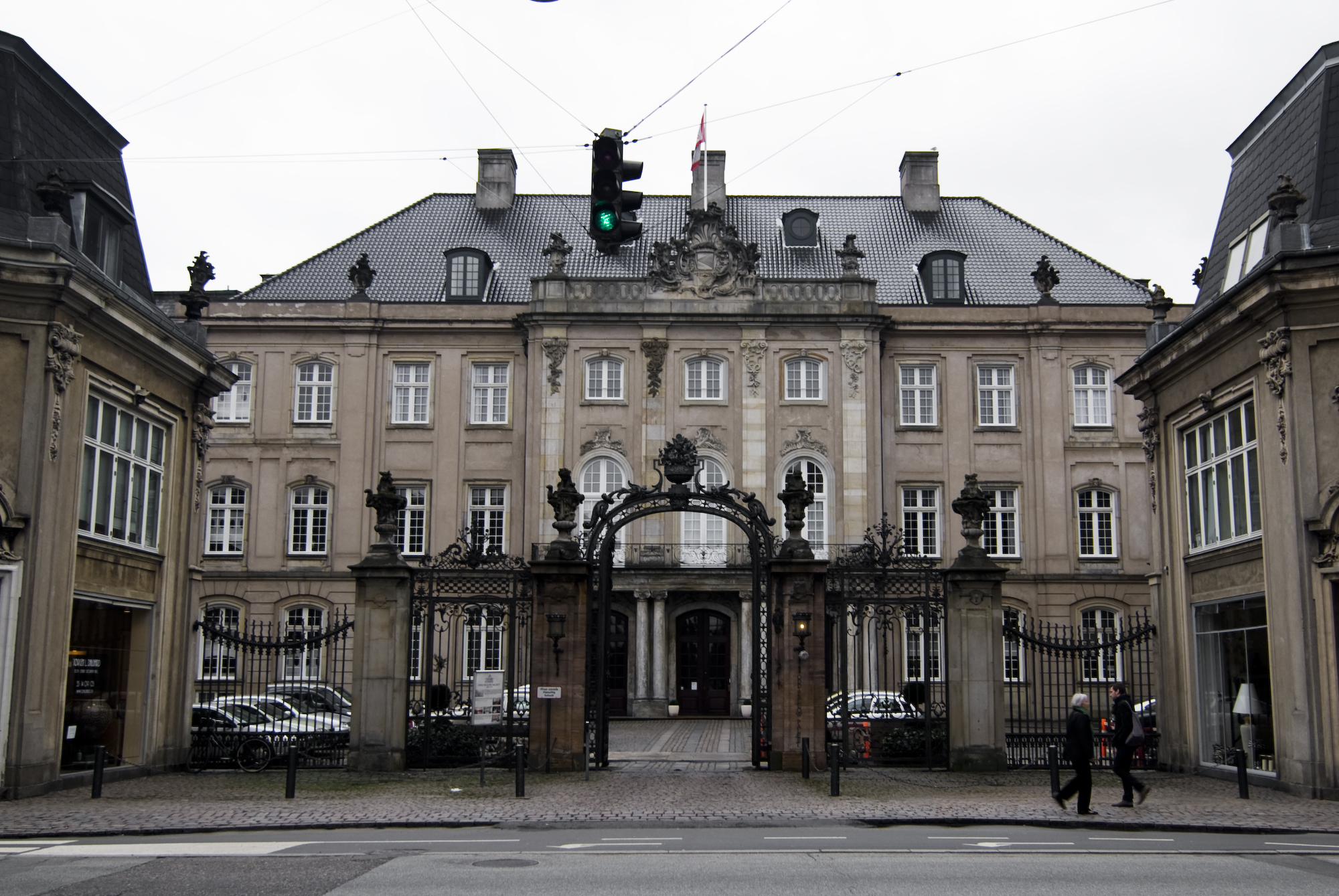
Odd Fellow Palæet

De componist gaf naast de première ook leiding aan een aantal andere uitvoeringen:
- 31 augustus 1918; wederom in Kopenhagen, nu in de concertzaal van Tivoli
- 24 januari 1921; uitvoering in Heidelberg
- 2 december 1921; uitvoering in Darmstadt
- 22 februari 1940; uitvoering door derden
- 13 december 1952; voor een radio-opname voor geheel Scandinavië; uitvoering door derden
- 1973; eerste plaatopname door John Frandsen met het Deens Radio Symfonieorkest voor EMI

## Discografie
- Uitgave EMI 1973 (zie boven);
- Uitgave Danacord; uitvoerende als 1973-uitgave, maar dan tijdens een concert;
- Uitgave Danacord; opname november 1991 Łódź: Artur Rubinstein Philarmonisch Orkest o.l.v. Ilja Stupel;
- Uitgave Chandos; 1991: Deens Radio Symfonieorkest o.l.v. Neeme Järvi;
- Uitgave Dacapo: Deens Radio Symfonieorkest o.l.v. Thomas Dausgaard.